# Draw Steel
Draw Steel («Виймайте сталь» в значенні заклику до бою) — настільна рольова гра в жанрі героїчного фентезі, яка була розроблена американською компанією MCDM Productions. Реліз гри відбувся 31-го липня 2025-го року.

## Ігровий процес

### Чотири засади
Ігровий процес базується на чотирьох засадах: тактичне, героїчне, кінематографічне фентезі.
- Тактичне — як і інші рольові ігри, гра проходить переважно в уяві гравців, але важливою складовою виступають бої з чудовиськами. Під час бойових зіткнень гра проводиться на сітці в клітинку – бойовій мапі, що відображує оточення – а персонажі гравців і чудовиська зображаються мініатюрами. Для здобуття перемоги гравці повинні мислити тактично, діючи злагодженою командою.
- Героїчне — гра очікує, що персонажі гравців – відважні та самовіддані герої, якими керує не нажива, а бажання поступити правильно. Які не здаються і йдуть до самого кінця.
- Кінематографічне — механіки та опис здібностей персонажів нагадують моменти з бойовиків: герої здатні пробивати стіни ворогами, вони б'ються з супротивниками, що значно перевершують їх кількістю тощо. Гравці не мусять хвилюватися про інвентар і кількість грошей – «ми не бачимо як Індіана Джонс щоразу ходить до магазину зброї, аби купити нові набої».
- Фентезі — світ гри сповнений магії, чудовиськ та інших фантастичних елементів, що притаманні жанру. Землями керують герцоги, а ельфи співіснують з гномами.

### Основні механіки
В основі ігрового процесу гри знаходиться так званий «кидок сили» (англ. Power Roll) – гравець кидає дві десятигранні кістки і додає відповідні бонуси до значення, що випало. Залежно від числа результат поділяється на три ступеня успішності:
- 11 чи менше – перший ступінь, зазвичай найгірший результат.
- від 12 до 16 – другий ступінь.
- 17 чи більше – третій ступінь, зазвичай найкращий результат.

Імовірність чисел кидка робить другий ступінь найбільш вірогідним результатом, в той час як перший чи другий можна отримати рідше, але з однаковою частотою. В будь-якому випадку, результат завжди просуває дію гри вперед: персонажі завжди наносять ушкодження та не витрачають свої атаки, якщо «промахнулися», а невдача при перевірці навичок не зупиняє хід пригоди.

#### Характеристики та перевірки
Усі персонажі гри послуговуються п'ятьма характеристиками, які відповідають за їх фізичні та ментальні здібності: Могутність, Спритність, Розсудливість, Інтуїція та Присутність (англ. Might, Agility, Reason, Intuition, Presence). До кожного кидка сили додається значення відповідної характеристики. Під час перевірок вмінь також може додаватися бонус доречної навички, якщо персонаж нею володіє.
Деякі ситуації поза боєм вимагають від персонажів гравців проходження монтажних перевірок (англ. Montage Test), названих так на честь засобу в кінематографі, який у стислий спосіб показує різноманітну активність персонажів, об'єднану єдиною темою (наприклад, тренувальний монтаж в «Роккі»). Майстер гри описує ситуацію, ціль і перешкоди, а гравці, описуючи свої дії, проходять перевірки вмінь. Якщо гравці здобувають необхідну кількість успіхів до того, як здобудуть зазначену кількість невдач, перш ніж скінчиться час, то монтажна перевірка вважається успішною. 

#### Переговори
Відмінністю ігрової системи є правила проведення переговорів з негральними персонажами. Ціллю цих правил є заохочення гравців до уявляння цих персонажів в якості справжніх особистостей з власними страхами і бажаннями. Переговори проводяться в виняткових випадках в найдраматичніші моменти, коли їх результат буде впливати на подальший напрямок пригоди. Тобто, торгування з продавцем в магазині чи обман вартового можуть бути вирішені однією перевіркою та відповідним рольовим відіграшем без залучення правил переговорів.
Під час переговорів протилежна до персонажів гравців сторона – яка зазвичай уособлюється одним персонажем майстра, з яким ведуться переговори – має показники Терпіння та Зацікавленість. Задача гравців – підняти Зацікавленість іншої сторони, перш ніж скінчиться її Терпіння. Результат має градацію успішності з різними перевагами чи недоліками. Переговори проходять наступним чином: гравці відігрують аргументи, які надають їх персонажі, перевіряючи їх успішність за допомогою кидка сили. На хід переговорів може впливати показник слави героїв, а деякі перевірки автоматично отримують успіх чи невдачу, якщо аргумент гравців збігається з мотивацією чи підводним каменем протилежної сторони відповідно.

#### Героїчні ресурси
Кожен з гравців має героїчний ресурс (англ. Heroic Resource) свого персонажа. Цей ресурс залежить від обраного класу та витрачається на застосування героїчних здібностей – особливо ефективних здібностей класу. Героїчний ресурс кожного класу зростає з поступом бою, що сприяє збільшенню інтенсивності подій під кінець сутички. Після завершення бою героїчний ресурс повертається до свого початкового значення.

#### Витривалість і відновлення
Показником живучості персонажів є «витривалість» (англ. Stamina). Залежно від обраного класу, комплекту й інших особливостей, значення витривалості буде відрізнятися. Коли вороги наносять ушкодження, показник опускається на зазначену кількість, а коли він досягає нуля – персонаж починає вмирати. В такому стані персонаж може діяти як зазвичай, але за кожну дію, що не є переміщенням, він отримує додаткові ушкодження. Коли показник витривалості опускається до негативного значення половини від свого максимуму (-12 у випадку, якщо максимум – це 24), персонаж помирає. Хоча в жанрі героїчного фентезі це не завжди означає кінець.
Для відновлення витривалості використовуються «відновлення» (англ. Recovery), значення яких складає ⅓ від максимуму витривалості персонажа. Окрім використання відновлення в якості дії, під час бою їх можуть надавати різні здібності персонажів і особливі скарби. Кількість відновлень у кожного персонажа обмежена та може бути поновлена лише після закінчення відпочинку.

#### Перемоги та відпочинок
Після успішного завершення бою, монтажної перевірки, переговорів чи іншого складного випробування персонажі гравців отримують одну або дві «перемоги» (англ. Victory), показник яких зростає в ході пригоди. Кількість наявних перемог збільшує початкову кількість героїчного ресурсу персонажів, але також збільшує складність сутичок. Як і в випадку з героїчними ресурсами, така закономірність сприяє збільшенню інтенсивності подій – але не з поступом бою, а усієї пригоди загалом.
Гравці самі вирішують як довго триватиме це збільшення, завжди маючи можливість піти на відпочинок, під час якого кількість перемог знижується до 0 і конвертується у відповідну кількість очок досвіду, що може надати персонажам гравців новий рівень в їхніх класах.
Під час відпочинку гравці можуть виконувати різні особливі дії та власні проєкти, що надають додаткових переваг в кампанії.

### Створення персонажа
Один з гравців Draw Steel бере на себе роль Режисера – ведучого гри, який відповідає за проведення пригод, керує чудовиськами і НГП, а також описує реакцію ігрового світу на дії персонажів інших гравців.
Ці персонажі створюються за допомогою визначення кількох факторів, що відрізняють їх одне від одного:
- Клас: основна гра має 9 наявних класів, які відрізняються своїми можливостями й показниками. Це може бути буденний Тактик, що керує полем бою, Тінь – потайливий вбивця, який використовує магію Чорного попелу, або ж Талант – надприродна особа, що змінює світ силою розуму. Клас є найважливішою складовою персонажа, яка визначає унікальний ігровий процес.
- Походження: вид розумної істоти, представником якого є персонаж. Сюди належать і драконійці, і високі ельфи, і гакаани – псевдовелетні з кам'яною шкірою. Кожне з 12 походжень в основній грі дає на вибір кілька особливостей, які надають певні переваги персонажу.
- Культура та кар'єра: на відміну від фізичного походження, культура та кар'єра визначають набуті протягом життя особливості персонажа, які можуть не мати нічого спільного з його класом. Так, наприклад, диявол за походженням, що виріс серед гущових ельфів у лісі, матиме культуру дичавини і громадського устрою, а за кар'єрою буде доглядачем лісу, перш ніж стати представником класу Цензорів. Ця сукупність особливостей більше впливає на рольову складову гри, даючи можливості урізноманітнити персонажів поза полем бою.
- Комплект: залежно від класу персонаж може мати доступ до комплекту – бойового устаткування, яке дає незначні особливості, що покращують персонажа в певних напрямках у бою. Стрімлива, але вразлива Тінь може забажати вибрати комплект «Плащ і кинджал» заради його бонусу до швидкості та можливості відступати чи навпаки обрати комплект «Гора» через його надзвичайний бонус до показника, що визначає живучість персонажа.
- Ускладнення: необов'язковим є пункт ускладнення. Його принцип полягає в тому, що це унікальна особливість, яка відображує важливу подію, що сталася з персонажем до початку гри, та яка впливає на його героїчний шлях. Отримуючи певні переваги, персонаж гравця також отримує відповідні недоліки, якщо вирішить обрати ускладнення: «Поза законом» збільшує показник слави персонажа, але робить так, що представники закону чи мисливці за головами будуть намагатися схопити його, якщо впізнають.

## Ігровий світ
Сетингом гри є світ Орден – «світ богів і чарів», план буття, де існують люди, ельфи, гноми, орки та інші фантастичні створіння, а рівень культури і технологій здебільшого знаходиться на рівні середньовіччя. Виключенням є Капітал, Найвеличніше місто цієї чи будь-якої доби – єдиний у світі мегаполіс, сповнений політичних протистоянь і шпигунських інтриг.
Орден є одним з багатьох світів Часового пейзажу (англ. Timescape) – мультивсесвіту, де плани буття «перетікають» одне в одного. Чим вище знаходиться світ відносно інших, тим більше він сповнений псіонічної енергії, яка здатна живити високі технології, але тим меншу силу там мають боги та магія.

## Історія
В 2022-му році в MCDM Productions – незалежній компанії, яка вже була відома своєю продукцією для 5-ї редакції системи Dungeons & Dragons – почали обговорювати ідею створення власної настільної рольової гри. В грудні 2022-го року власник D&D, компанія Wizards of the Coast оголосила про несприятливі для творців зміни в Open Game License – ліцензії, якою послуговувалися такі комерційні компанії як MCDM. «У нас була ця ракета, яку ми будували на задньому подвір'ї, і Wizards of the Coast підбігли, запалили шнур і втекли, а ми такі: "О, Боже!"». В січні 2023-го року MCDM Productions оголосили про зміни на своїй сторінці в Patreon і офіційно заявили про розробку власної гри.
В грудні 2023-го MCDM розпочали кампанію з краудфандингу своєї неназваної НРГ на платформі «BackerKit». Кампанія завершилася 5 січня 2024-го року, з необхідних $800 000 зібравши $4 600 520 за підтримки 30 177 «бакерів», що стало рекордом платформи. Однією з додаткових цілей кампанії стала розробка власної VTT (англ. Virtual Tabletop, досл. «віртуальний стіл») – цифрової платформи для гри в НРІ – що надасть змогу грати в зручніший спосіб, ніж з використанням інших VTT. Пізніше платформа отримала назву «Codex».

### Процес розробки
Розробка велася у відкритий спосіб. Періодично MCDM ділилися ходом розробки і своїми ідеями на власній сторінці в Patreon, YouTube-каналі, Discord-сервері чи в інших соціальних мережах. Правила зазнали значних змін, покращуючи рівень гри з кожною ітерацією, що стало можливим завдяки ретельному тестуванню.
В грудні 2023-го року на своєму Patreon MCDM випустили в обмежений доступ перший пакет правил і супутню пригоду. Кожен персонаж використовував дві шестигранні кістки для атаки чи будь-якої іншої дії з можливими бонусами чотирьохгранних і восьмигранних кісток. Ця механіка була сприйнята не надто позитивно, оскільки гравці не відчували різниці між силою героїв відносно одне одного та чудовиськ відносно героїв. Згодом на основі відгуків була введена механіка «кидка сили».
Другий пакет правил для «патронів» був опублікований в липні того ж року, а разом з ним була оголошена назва гри. До цього пакету увійшли правила створення персонажа 1-го рівня з обмеженою кількістю опцій (на вибір пропонувалися всі походження і комплекти, але лише 5 класів, декілька кар'єр і ускладнень). Були додані правила монтажних перевірок і вдосконалені відносно минулого пакету правила переговорів. Правила супроводжувалися новою, більш масштабною пригодою.
Наприкінці серпня вийшов перший публічний пакет правил для «бакерів» – людей, що підтримали краудфандинг. Його ж отримали і «патрони». Правила лишилися загалом незмінними з попереднього пакету і були лише «відшліфовані» на основі відгуків. Також була додана ще одна, значно коротша пригода для полегшення першої проби гри. Цей процес – протестовані правила даються спочатку «патронам», вдосконалюються, передаються «бакерам» і вдосконалюються знову – повторився ще раз в період з жовтня по грудень. До правил увійшли всі основні класи, 3 з 10-ти рівнів персонажів, перки, скарби і титули, правила відпочинку і нові чудовиська.
В грудні 2024-го року на Patreon була опублікована повна версія книги правил і бестіарія. До них входили всі 10 рівнів, всі кар'єри і ускладнення, скарби, титули, проєкти і чудовиська. Було оголошено, що публічних пакетів правил більше не планується, і гра поступово виходить на фінішну пряму. Реліз відбувся 31-го липня 2025-го. Спочатку у вигляді PDF, а згодом планується і в фізичному форматі.

### Ліцензія
З публікацією першого пакету для «бакерів» в серпні 2024-го року було оголошено про ліцензію Draw Steel, якою зможуть послуговуватися усі сторонні творці. Ліцензія надавала доступ на використання всіх основних правил та іншої інтелектуальної власності MCDM, що присутня в грі – персонажів, художніх описів, сетингу тощо. Виключенням стали ілюстрації та інші елементи комерційного стилю (англ. trade dress). До ліцензії входив лише вміст правил, опублікованих на сторінці в BackerKit. З релізом гри ліцензія стала охоплювати обидві книи головних правил.